# سست
سست (اسفراین)، روستایی از توابع بخش مرکزی شهرستان اسفراین در استان خراسان شمالی ایران است. این روستا در شمال شهرستان واقع است و در شمال روستا هم رشته کوهای الاداغ قرار گرفته‌است.
این روستا زادگاه ورزشکاران بنامی در رشته های کشتی باچوخه و کوراش می باشد.

## جمعیت
این روستا در دهستان روئین قرار دارد و براساس سرشماری مرکز آمار ایران در سال ۱۳۸۵، جمعیت آن ۲٬۵۸۶ نفر (۵۱۴خانوار) بوده‌است.
اما در سال ۱۳۹۰ بر اساس سرشماری نفوس مسکن جمعیت به۲۸۷۶ نفر رسید